# Ha Hyung-joo
Ha Hyung-joo (kor. 하형주, znany także jako Ha Hyoung-zoo; ur. 3 czerwca 1962 w Jinju) – południowokoreański judoka. Dwukrotny olimpijczyk. Złoty medalista z Los Angeles 1984 i osiemnasty w Seulu 1988. Startował w wadze półciężkiej.
Wicemistrz świata w 1985; trzeci w 1981 i 1987. Triumfator igrzysk azjatyckich w 1986. Złoty i srebrny medalista mistrzostw Azji w 1981 i 1984. Pierwszy na akademickich MŚ w 1985 i trzeci w 1982 roku.

## Letnie Igrzyska Olimpijskie 1984
| Konkurencja | Rundy eliminacyjne | Rundy eliminacyjne | Rundy eliminacyjne    | Rundy eliminacyjne         | Rundy eliminacyjne     | Klas. końcowa |
| Konkurencja | Przeciwnik I       | Przeciwnik II      | Przeciwnik III        | Przeciwnik IV              | Przeciwnik V           | Miejsce       |
| ----------- | ------------------ | ------------------ | --------------------- | -------------------------- | ---------------------- | ------------- |
| 95 kg       | John Adams (DOM) Z | Joe Meli (CAN) Z   | Masato Mihara (JPN) Z | Günther Neureuther (FRG) Z | Douglas Vieira (BRA) Z | 1.            |

## Letnie Igrzyska Olimpijskie 1988
| Konkurencja | Rundy eliminacyjne          | Klas. końcowa |
| Konkurencja | Przeciwnik I                | Miejsce       |
| ----------- | --------------------------- | ------------- |
| 95 kg       | Robert Van de Walle (BEL) P | 18.           |